# Крапивка (Омская область)
Крапивка — деревня в Тарском районе Омской области России. Входит в состав Самсоновского сельского поселения.

## История
Основана в 1847 г. В 1928 г. состояла из 69 хозяйств, основное население — русские. Центр Крапивского сельсовета Знаменского района Тарского округа Сибирского края.

## Население
| 1926 | 2002 | 2010 |
| ---- | ---- | ---- |
| 360  | ↘194 | ↘172 |